# 중재
중재(仲裁, arbitration)는 사법상의 권리 기타 법률관계에 관한 분쟁을 법원의 소송 절차에 의하지 않고, 사인인 제삼자를 중재인으로 선정하여 중재인의 결정에 맡기는 동시에 최종적으로 그 결정에 복종함으로써 당사자 간의 합의(중재합의)에 의하여 분쟁을 해결하는 제도이다. 이러한 중재절차는 당사자의 합의가 있으면 그것에 의하고 합의가 없으면 중재인에 일임하여도 무방하며, 반드시 법정절차에 따라야 하는 것은 아니다. 그러므로 중재인이 분쟁을 판단하는 기준도 반드시 성문의 실체법에 충실하여야 하는 것도 아니다. 그러나 구체적 타당성이 있어야 하고 법적 정의에 저촉되지 않아야 한다. 절차적인 임의성이 인정되므로 사적재판 내지 임의재판으로서의 성질을 가지고 있다. 대체적 분쟁 해결 수단의 하나이다.
노동법상으로는 노사간의 분쟁이 해결되지 않을 때 이 중재기관(중재위원회)이 내리는 중재재정으로 분쟁을 신속히 해결하려는 제도이다. 일반적으로 “중재”라 함은 제삼자가 당사자간의 싸움에 개입해서 쌍방을 화해시키는 수단이라고 이해된다.
의료나 사회복지 분야에도 ‘중재’라는 말이 나오는데, 이것은 위와 달리 ‘조치(하다)’ 또는 ‘진정시키다’ 정도의 의미로 쓰인다. 예컨대 ‘환자가 4점 이상의 통증을 호소하면 중재 1시간 뒤 재평가한다’거나 ‘이용자의 행동을 중재한다’.

## 역사
중재제도의 기원은 고대 인류 국가의 탄생과 같이 한다고 볼 수 있다. 고대 인류 국가는 현대적 의미의 사법 국가 시대가 아닌 부족장의 조정자에 의한 통치 사회로 오늘날의 중재와 그 취지를 같이 하고 있기 때문이다. 고대 인류 사회는 부족 간의 약속과 관습, 그리고 지도자의 합리적인 판단으로 통치 한 시대였다. 부족 내에서의 다툼은 혈족간의 문제로서 부족의 관습에 따른 부족장의 우의적인 조정이 전제가 되었을 것이며, 부족 간 다툼은 상호간의 약속과 부족장간의 협의 조정으로 다툼을 해결함으로써 평화를 유지 할 수 있었기 때문이다.

## 특징
중재합의는 분쟁에 대한 법원의 관할권을 배제하는 약속이므로 중재제도는 국가의 법원이 아닌 민간인에 의한 자주적 분쟁해결방법, 또는 다른 표현으로 사적(私的) 재판이다. 그 점에서 재판상의 화해 및 조정과는 다르다. 법원의 재판에 비하여 중재제도는 단심제이기 때문에 분쟁이 신속히 해결되고 비교적 비용이 저렴하다. 또한 중재인을 관계분야의 전문가로 선정함으로써 실정에 맞는 분쟁해결이 가능하다.또한, 일방이 중재판정에 따른 이행을 하지 않는 경우에는 집행지국에서 중재판정의 승인과 집행을 보장받을 수 있다는 점에서 당사자들에게 효율적인 해결방안이 될 수 있다는 많은 장점을 가지고 있다.

## 제도 중재와 임의 중재
제도 중재란 중재기관과 중재규칙이 제도적으로 정비된 중재를 말하며, 예를 들면, 중재법에 의해 설립된 대한상사중재원이 대법원의 승인을 받아 제개정한 중재규칙을 사용하는 것을 말한다. 임의(ad hoc) 중재는 사건마다 개별적인 분쟁규칙 등이 당사자들이 알아서 정하는 중재를 말한다.

## 상설중재재판소
네덜란드 헤이그의 평화궁에 상설중재재판소(PCA: Permanent Court of Arbitration)가 설립되어 있다. 네덜란드의 법학자 토비아스 아세르는 1899년에 열린 제1차 만국평화회의에서 상설중재재판소의 결성에 기여한 공로로 1911년 노벨 평화상을 수상하였다. 1913년 사망 전까지 헤이그 국제법 아카데미의 설립을 도왔다. 국제사법재판소, 상설중재재판소, 헤이그 국제법 아카데미는 모두 함께 평화궁에 위치해 있다.
국제법상 중재는 재판과 함께 사법적 분쟁해결수단으로 분류되며, 조정, 알선, 화해, 중개는 비사법적 분쟁해결수단으로 분류된다.

## WTO
WTO에서는 GATT에서는 없었던 중재를 새로 도입하였다. 회원국은 일반적인 WTO 패널에 의한 조정과 중재를 이용하여 분쟁을 해결할 수 있다.

## 중재의 승인과 집행
상사중재제도가 국제간 상거래에서 발생하는 분쟁의 해결 수단으로서 그 진가를 가지기 위해서는 무엇보다도 중재에 의해 특정 국가에서 내려진 중재판정을 국제적으로 승인해주고 집행해 주는 장치가 필요하게 되었는데 이에 관한 국제적 노력이 결실을 맺어 중재판정의 승인과 집행을 보장하는 국제조약이 나타나게 되었다.
20세기에 들어와서 중재판정을 국제적으로 승인·집행해 주기 위한 다국간 국제조약으로는 국제연맹주도하에 1923년 9월 24일 제네바에서 서명된 〈중재조항에 관한 의정서〉(Geneva Protocol on Arbitration Clauses)와 1927년 9월 26일 제네바에서 역시 서명된 〈외국중재판정의 집행에 관한 협약〉(Geneva Convention on the Execution of Foreign Arbitral Awards)이 있다.

## 나라별 중재

### 대한민국
대한민국 중재법은 중재란 당사자간의 합의로 사법상의 분쟁을 법원의 재판에 의하지 아니하고 중재인의 판정에 의하여 해결하는 절차(중재법3조1호)라고 규정하고 있다. 당사자간의 합의가 없는 경우에는 중재인의 수는 3인으로 하며,(중재법 제11조) 당사자간의 합의로 중재인을 정한다. 중재법의 강행규정에 위배되지 않는다면, 당사자들은 중재절차에 관하여 합의할 수 있다.(20조1항) 중재지와(21조1항) 중재절차에서 사용될 언어도 당사자간의 합의에 의한다.(23조1항)
중재판정은 당사자 간에 있어서 법원의 확정판결과 동일한 효력을 가진다.(35조) 중재판정에 대한 불복은 법원에 제기하는 중재판정취소의 소에 의하여만 할 수 있다.(36조) 중재판정에 기하여 강제집행을 할 수 있다.(38조)
사단법인 대한상사중재원(大韓商事仲裁院, Korean Commercial Arbitration Board)은 1970년 3월 21일 중재법에 의해 설립되었다. 무료로 상담과 알선을 한다.

### 중국
중화인민공화국 성립이전에는 중국에 중재법이나 독립적인 중재기구가 존재하지 않았다. 중화인민공화국이 성립한 후 중국정부는 대외 무역 촉진에 힘쓰는 한편 대외무역에 있어서 중재의 효용을 인식하게 되었고, 현재는 “중재법”이 제정되어 있다. 동법은 가족관계에 관한 민사분쟁, 행정쟁송, 노동분쟁 (별도로 중재제도를 정하고 있다.), 농업집단경제조직 내부의 농업 도급 계약 분쟁 (별도의 중재제도를 정하고 있다.)에 대하여는 적용되지 않는다. 동법의 적용이 있는 민사분쟁에 대하여는 당사자는 중재합의를 기반으로, 일반 행정구 인민정부 소재시의 인민정부에 설치되어 있는 중재위원회에 중재의 신청을 할 수 있다.(중재합의가 있는데도 인민정부에 제소하여도 수리되지 아니한다.) 중재는 중재위원회가 사건마다 임명하는 중재인이 행한다. 중재 재정은 1심으로 종국 판단을 하여, 절차의 하자를 이유로 인민법원에 취소를 구하는 것이 가능한 이외에는, 불복을 신청할 수 없다. 중국 민사소송법 제231조는 소송의 해결까지 사이에, 외국인 당사자에 대하여 인민법원에 의한 출국정지처분을 인정하고 있다. 근래에 일본기업에 대해 종업원이나 거래선이 소송을 제기하여, 기업의 책임자 등이 출국정지처분을 받는 예가 급증하여, 문제가 되고 있다.

### 일본
일본에 있어서의 중재(arbitration)의 역사는 적어도 백년이상 거슬러 올라간다. 그러나 서구와 같이 일본에서도 중재가 재판을 대신하는 유용한 분쟁해결수단으로서 널리 활용되고 있다고는 말할 수 없는 것이 현실이다. 그 원인으로서 가장 중요한 것은 중재제도에 관한 국민의 인식 내지는 법의식에 기인하는 점이다.
즉 중재에 대한 일본의 국민의식으로서, 일본에 전수된 중재제도는 자주적 해결과 강경적 해결의 면이라는 두 가지 요소중에서 자주적 해결의 요소가 보다 중요한 위치를 차지 하는데 비해, 일본의 법의식은 인간관계가 어느 정도 법적 의미를 갖고 있는 규범인 사회적규범에 의해 콘트롤된다는 사고방식에 익숙치 않기 때문이다.

### 미국
미국 중재법은 연방중재법과 주 중재법으로 이분화되어 있다. 연방중재법 (Federal Arbitration Act, FAA)은 주 중재법보다 우선적으로 적용되나 연방중재법에 규정된 내용(해사사건, 주간(州間, inter-states)사건 또는 국제거래사건 등)에 한하여서만 우선적 적용이 되고, 주 중재법은 연방중재법의 우선적 적용이 없는 한도 내에서는 그 분쟁의 성격이 국제중재이거나 국내중재이거나 관계없이 적용이 될 수 있다.
미국에는 미국중재협회, JAMS 등과 같은 여러 중재 기관들이 존재한다. 이원화된 중재규칙을 적용하고 있는 미국중재협회의 경우 국내중재는 상사 중재 규칙(Commercial Arbitration Rules), 국제중재는 산하에 설치된 국제중재분쟁해결센터(ICDR)의  국제 중재 규칙(International Arbitration Rules)을 적용하고 있다. 그러나 ICDR은 국제중재에 대한 정의는 규정하지 않고 있기 때문에 국제 연합 국제 무역법 위원회 국제 상사 중재 모델법의 관련규정을 적용하는 것으로 본다.
중재인 후보자가 어느 일방 당사자 또는 그 중재대리인과 친분관계가 있다고 여길만한 사유가 있을 경우 이를 빠짐없이 고지하여야 하는지, 그리고 이를 고지하지 않은 경우 중재판정 자체의 공정성에 실제 영향을 미치지 않았더라도 중재판정이 취소되어야 하는지 여부가 최근 문제되고 있다.

## 국제와 조정에서의 중재
국제관계에 있어서, 중재라고 하면, 사법적 분쟁해결의 분류에 들어가고, 조정이라고 하면 비사법적 분쟁해결방법으로 분류된다.

## 같이 보기
- 조정
- 재판
- ADR
- 중재 조항

## 참고 자료
발표된 시간 순
- 박채균, 〈韓國 商業仲裁制度의 發展的 方向에 관한 硏究〉 조선대학교 대학원, 박사학위논문(1979)
- 柳海民 · 羅奇鉉 · 金相浩, 〈國際商事仲裁制度의 法理와 展望에 관한 硏究  :  共産圈國家와의 經濟交流에 따른 商事紛爭의 解決對策을 中心으로〉 《중재연구》 Vol.1 (1991) 한국중재학회.
- 金祥洙, 〈日本에 있어서의 仲裁制度의 現況과 展望〉 《중재연구》 Vol.2 (1992) 한국중재학회
- 金洪奎, 〈우리나라 仲裁制度의 沿革과 特質〉 《延世行政論叢》, 연세대학교 행정대학원, Vol.17 (1992)
- 孫韓琦, 〈中國 仲裁制度의 一考察〉, 《중재연구》Vol.3 No.- [1993] , 한국중재학회
- 윤선희, "ADR에서의 지적재산권분쟁", 중재학회지, Vol.13 No.1, 2003
- 김석철, 〈동북아 주요국의 중재법제 비교연구〉 《중재연구》 Vol.17 No.3 [2007] 한국중재학회
- 김신성, 〈대한상사중재원과 ICC 국제중재법원의 국제중재제도 비교연구〉 성균관대학교 대학원, 석사학위논문(2013.2.)